# Taylah Preston
Taylah Preston (Joondalup, 27 oktober 2005) is een tennisspeelster uit Australië. Preston begon met tennis toen zij vier jaar oud was. Zij speelt rechtshandig en heeft een tweehandige backhand. Zij is actief in het internationale tennis sinds 2020.

## Loopbaan

### Enkelspel
Preston debuteerde in 2020 op het ITF-toernooi van haar woonplaats Perth (Australië). Zij stond in mei 2023 voor het eerst in een finale, op het ITF-toernooi van Nottingham (VK) – zij verloor van de Britse Harriet Dart. Later die maand veroverde Preston haar eerste titel, op het ITF-toernooi van Monastir (Tunesië), door de Tsjechische Gabriela Knutson te verslaan. Tot op heden(juli 2025) won zij vier ITF-titels, de meest recente in 2023 in Brisbane (Australië).
In 2022 kwalificeerde Preston zich voor het eerst voor een WTA-hoofdtoernooi, op het toernooi van Rosmalen – zij verloor in de eerste ronde van de Nederlandse Arianne Hartono. Preston had in januari 2024 haar grandslamdebuut op het Australian Open, waarvoor zij een wildcard had gekregen. Zij stond in februari voor het eerst in een WTA-finale, op het WTA 125-toernooi van Puerto Vallarta – zij verloor van de Amerikaanse McCartney Kessler. In maart kwam zij binnen op de top 150 van de wereldranglijst.
Haar hoogste notering op de WTA-ranglijst is de 134e plaats, die zij bereikte in maart 2024.

### Dubbelspel
Preston was in het dubbelspel minder actief dan in het enkelspel. Zij debuteerde in 2020 op het ITF-toernooi van haar woonplaats Perth (Australië), samen met landgenote Jessie Culley. Zij stond in 2022 voor het eerst in een finale, op het ITF-toernooi van Cairns (Australië), geflankeerd door landgenote Alana Parnaby – zij verloren van het Australisch duo Talia Gibson en Petra Hule. In 2023 veroverde Preston haar eerste titel, op het ITF-toernooi van Cairns (Australië), samen met landgenote Destanee Aiava, door het Australisch duo Roisin Gilheany en Alicia Smith te verslaan. Tot op heden(juli 2025) won zij twee ITF-titels, de meest recente in 2024 in Sydney (Australië).
In januari 2022 speelde Preston voor het eerst op een WTA-hoofdtoernooi, op het toernooi van Melbourne, samen met landgenote Alexandra Osborne. Later die maand had zij haar grandslamdebuut op het Australian Open, aan de zijde van landgenote Seone Mendez met wie zij een wildcard had gekregen. Op het Australian Open 2024 won Preston haar eerste grandslampartij – samen met Arina Rodionova won zij in twee tiebreak-sets van hun landgenotes Kaylah McPhee en Astra Sharma.
Preston stond in 2025 voor het eerst in een WTA-finale, op het WTA 125-toernooi van Cancún, samen met landgenote Maya Joint – hier veroverde zij haar eerste titel, door het Spaanse koppel Aliona Bolsova en Yvonne Cavallé Reimers te verslaan.

### Tennis in teamverband
In 2024 maakte Preston deel uit van het Australische Fed Cup-team – zij vergaarde daar een winst/verlies-balans van 1–0.

## Posities op deWTA-ranglijst
Positie per einde seizoen:
| jaar | rang enkelspel | rang dubbelspel |
| ---- | -------------- | --------------- |
| 2022 | 606            | 612             |
| 2023 | 244            | 576             |
| 2024 | 156            | 261             |

## Palmares
| Legenda                 |
| ----------------------- |
| Grandslamtoernooi       |
| Olympische Spelen       |
| Year-End Championships  |
| Premier Mandatory       |
| Premier Five / WTA 1000 |
| Premier / WTA 500       |
| International / WTA 250 |
| Challenger / WTA 125    |

### WTA-finaleplaatsen enkelspel
| nr.              | finale     | toernooi            | ondergrond | tegenstandster    | score         |         |
| ---------------- | ---------- | ------------------- | ---------- | ----------------- | ------------- | ------- |
| gewonnen finales |            |                     |            |                   |               |         |
| geen             |            |                     |            |                   |               |         |
| verloren finales |            |                     |            |                   |               |         |
| 1.               | 2024-02-25 | WTA Puerto Vallarta | hardcourt  | McCartney Kessler | 7-5, 3-6, 0-6 | details |

### WTA-finaleplaatsen vrouwendubbelspel
| nr.              | finale     | toernooi   | ondergrond | partner    | tegenstandsters                       | score    |         |
| ---------------- | ---------- | ---------- | ---------- | ---------- | ------------------------------------- | -------- | ------- |
| gewonnen finales |            |            |            |            |                                       |          |         |
| 1.               | 2025-02-15 | WTA Cancún | hardcourt  | Maya Joint | Aliona Bolsova Yvonne Cavallé Reimers | 6-4, 6-3 | details |
| verloren finales |            |            |            |            |                                       |          |         |
| geen             |            |            |            |            |                                       |          |         |

### Gewonnen ITF-toernooien enkelspel
| nr. | finale     | toernooi | dotatie  | ondergrond | tegenstandster in finale | score         |
| --- | ---------- | -------- | -------- | ---------- | ------------------------ | ------------- |
| 1.  | 2023-05-28 | Monastir | $ 25.000 | hardcourt  | Gabriela Knutson         | 3-6, 7-6, 6-3 |
| 2.  | 2023-09-24 | Perth    | $ 25.000 | hardcourt  | Talia Gibson             | 7-5, 6-1      |
| 3.  | 2023-10-15 | Cairns   | $ 25.000 | hardcourt  | Yuki Naito               | 6-4, 6-4      |
| 4.  | 2023-11-26 | Brisbane | $ 60.000 | hardcourt  | Darja Astachova          | 6-3, 6-4      |

## Resultaten grandslamtoernooien
| Legenda | Legenda                          |
| ------- | -------------------------------- |
| g.t.    | geen toernooi gehouden           |
| l.c.    | lagere categorie                 |
| –       | niet deelgenomen                 |
| G       | uitgeschakeld in de groepsfase   |
| 1R      | uitgeschakeld in de eerste ronde |
| 2R      | uitgeschakeld in de tweede ronde |
| 3R      | uitgeschakeld in de derde ronde  |
| 4R      | uitgeschakeld in de vierde ronde |
| KF      | uitgeschakeld in de kwartfinale  |
| HF      | uitgeschakeld in de halve finale |
| F       | de finale verloren               |
| W       | het toernooi gewonnen            |
| w-v     | winst/verlies-balans             |

### Enkelspel
| toernooi        | 2024 |
| --------------- | ---- |
| Australian Open | 1R   |
| Roland Garros   | –    |
| Wimbledon       | –    |
| US Open         | 1R   |

### Vrouwendubbelspel
| toernooi        | 2022 |    | 2024 | 2025 |
| --------------- | ---- | -- | ---- | ---- |
| Australian Open | 1R   | 2R | 1R   |      |
| Roland Garros   | –    | –  | –    |      |
| Wimbledon       | –    | –  | –    |      |
| US Open         | –    | –  |      |      |